# Den smilende Løjtnant
Den smilende Løjtnant (originaltitel: The Smiling Lieutenant) er en amerikansk komediefilm fra 1931 instrueret af Ernst Lubitsch. Manuskriptet blev skrevet af Samson Raphaelson og Ernest Vajda, baseret på romanen Nux der Prinzgemahl af Hans Müller-Einigen og operetten Ein Walzertraum af Leopold Jacobson og Felix Dörmann.
Filmen har Maurice Chevalier, Claudette Colbert og Miriam Hopkins i hovedrollerne.
Filmen var nomineret til en Oscar for bedste film ved Oscaruddelingen 1932.